# 다이지타오
다이지타오(중국어: 戴季陶, 병음: Dài Jìtáo, 한자음: 대계도, 1890년 11월 26일 ~ 1949년 2월 21일)는 중화민국의 군인, 혁명가, 정치인, 저술가이다. 본명은 다이촨셴(중국어: 戴傳賢, 병음: Dài Chuánxián, 한자음: 대전현)이다.

## 이름
아명은 다이량비(戴良弼)이고 자(字)는 쉬안탕(選堂), 지타오(季陶)이며 호(號)는 톈처우(天仇), 푸쿵(不空), 푸둥(不動)인데 그 가운데 톈처우(天仇)라는 호(號)는 "다이촨셴(戴傳賢) 자신은 청(淸) 제국과 불공지천대원수(不共地天大怨讐)"라는 의미를 담고 있다.

## 생애

### 출생과 유년기
지타오는 청나라 쓰촨성 더양 부 광한 현 한저우 구역에서 출생하여 지난날 한때 저장성 후저우 부 우싱 구와 장쑤성 상하이와 광둥성 광저우를 거쳐 푸젠성 푸저우에서 잠시 유아기를 보낸 적이 있는 그는 1899년 일가족과 함께 청나라 허베이 성 톈진에 본격 이주하면서 그 후 톈진에서 성장하였다.

### 청년기와 인간 관계
일본어에도 능통했던 지타오는 쑹아이링(宋藹齡), 쑹칭링(宋慶齡) 자매와 함께 쑨원(孫文)의 비서로 일하였으며, 장제스(蔣介石)와 절친한 친구 관계였다.

### 중년기
1928년 난징 국민정부 시절에 고시원장을 지냈다.

### 만년기의 비참한 말로
만년에는 중국 국민당의 국부군이 공산당에게 패전되는 난처한 상황이 임박해진 가운데 1949년 2월 21일 광저우에서 휴양 중 갑자기 음독 자살하였다.

### 사후
그의 유족들은 1949년 12월 27일을 전후하여 중국국민당의 일원들을 따라 타이완으로 이주하였다.

## 학력
- 일본 고쿠가쿠인 대학 철학사
- 일본 니혼 대학 법학사
- 일본 육군사관학교 졸업
- 중화민국 국방참모학교 졸업

## 저서
- 《쑨원주의 사상의 철학적 기초》

## 가족 관계
- 부인: 뉴여우헝(鈕有恒)
  - 슬하 1남 1녀
  - 딸(본부인 소생 적녀): 다이자양(戴家洋)
  - 아들(내연 측실 소생 서자): 다이안궈(戴安國, 1913년 11월 25일 ~ 1984년 11월 11일, 중화민국 공군 중장 예편, 前 중화민국 교통부 민항국 국장.)

## 같이 보기
- 장웨이궈